# Rimini (film)
|  | Denne artikel er oprettet af botten Steenthbot ud fra en ekstern database. Den kan derfor have sproglige fejl eller mangler. Denne skabelon kan fjernes efter kontrol af indholdet. |

Rimini er en dansk kortfilm fra 1991 instrueret af Maria Sødahl og efter manuskript af Maria Sødahl og Ole Meldgård.

## Handling
En ung kvinde er på vej til Syden i bil med sin kæreste og et andet par. Turen forløber ganske uproblematisk lige indtil det øjeblik, hvor de samler en blaffer op. Nu starter en rejse ladet med erotiske spændinger.

## Medvirkende
- Rikke Weissfeld
- Peter Mygind
- Lars Kaalund
- Mette Marckmann
- Morten Nielsen